# Auditor der Römischen Rota
Auditoren der Römischen Rota (lateinisch Auditores Tribunalis Sacrae Rotae Romanae; ursprünglich Capellani Papae et Apostolicae Sedis Auditores causarum Sacri Palatii Apostolici; italienisch Uditori di S. Rota Romana; französisch Auditeurs du tribunal de la Rote) werden diejenigen Prälaten genannt, die das kirchliche Gericht der Römischen Rota bilden. Ihre Zahl hat sich im Laufe der Jahrhunderte verändert und ist auch nicht im Codex Iuris Canonici festgelegt (vgl. 1443  CIC); in der Lex propria S. R. Rotae et Signaturae Apostolica von 1908 wurde sie auf zehn festgesetzt, aber in den Normae S. R. Rotae Tribunalis vom 24. Juni 1934 blieb die Zahl wiederum unbestimmt. Sie bilden ein Kollegium unter dem Vorsitz ihres Dekans als primus inter pares (Erster unter Gleichen).

## Geschichte
Die Rota Romana gilt als das älteste bestehende Kollegialgericht der Welt.
Bezeugt sind seit dem Pontifikat von Innozenz III. (1198–1216) die auditores causarum, die zunächst aus der Zahl der Päpstlichen Hauskaplane ausgewählt wurden, um den Papst bei der Rechtsprechung im Konsistorium zu unterstützen. In der Mitte des 13. Jahrhunderts erhielten sie die Bezeichnung auditores causarum Sacri Palatii apostolici und etablierten sich als ein eigenständiges Kollegium. Endgültig vom Konsistorium unterschieden wurden sie mit der Konstitution Ratio iuris Johannes’ XXII. vom 16. November 1331. Zugleich wies diese Konstitution ihrer Rechtsprechung einen weiten Aufgabenbereich sowohl im kirchlichen als auch im zivilrechtlichen Bereich zu. Sie wurden vom Papst selbst ernannt und bildeten im avignonesischen Papsttum eine eigene Kategorie päpstlicher Amtsträger, wie es die Konstitution Ad regimen Benedikts XII. beschreibt. Der Gerichtshof nahm zu Beginn des 14. Jahrhunderts den Namen Rota und etwas später Sacra Rota Romana an, um sich von anderen Gerichten gleichen Namens zu unterscheiden. Die Verfahrensvorschriften wurden in mehreren Erlassen Martins V. präzisiert: In apostolicae dignitatis (1. September 1418), Statuimus (7. April 1421) und Romani Ponteficis (Februar 1424). Papst Sixtus IV. legte in der Konstitution Romani Pontificis (14. Mai 1472) die Zahl der Rotaauditoren auf zwölf fest, dies hatte bis zum Beginn des 20. Jahrhunderts Bestand. Von Innozenz VIII. wurde die Entscheidungskompetenz der Rota mit der Konstitution Finem litibus vom 10. Januar 1488 auf zivilrechtliche Streitigkeiten erweitert, von Pius IV. mit der Konstitution In throno justitiae vom 27. Dezember 1561 schließlich auf die gesamte katholische Welt.
In der Mitte des 18. Jahrhunderts zählt die Konstitution Iustitiae et pacis von Benedikt XIV. (9. Oktober 1746) unter die der Rota übertragenen Zuständigkeiten die Selig- und Heiligsprechungsprozesse, die Annullierung von Ordens- und priesterlichen Gelübden, alle innerkirchlichen und zivilrechtlichen, Benefizien- und Ehesachen sowie solche Rechtssachen, die von untergeordneten Gerichten eingereicht wurden. Auch die Behandlung von Handelssachen im Berufungsverfahren wurde dem Gericht 1821 durch Erlass übertragen. Ein Motu proprio von Leo XII. (5. Oktober 1824) erklärte das Gericht der Römischen Rota und das von Bologna zu den beiden Berufungsgerichten des Kirchenstaates. Die Aufgaben der Rota wurde von Gregor XVI. laut den Bestimmungen des Regolamento legislativo e giudiziario per gli affari civili (10. November 1834) auf die eines  Berufungsgerichts für kirchliche und zivile Angelegenheiten beschränkt.
Mit der Auflösung des Kirchenstaates (20. September 1870) endete die ursprüngliche Funktion des Gerichtshofes endgültig, dennoch bestand er – und damit der Titel des Auditors sowie des Dekans – formal weiter. Die spätere Wiederbelebung des Gerichtshofes der Rota nahm nur wenige Funktionen des alten Tribunals auf. Leo XIII. übertrug den verbliebenen Rotaauditoren die Prüfung derjenigen Tugenden und Wunder, die von der Ritenkongregation im Rahmen von Selig- und Heiligsprechungsprozessen angeordnet wurden. Die eigentliche Neubelebung der Rota und des Amtes der Auditoren geht auf die Lex propria Sacrae Rotae et Signaturae Apostolicae zurück, die als Anhang zur Konstitution Sapienti consilio (29. Juni 1908) von Papst Pius X. promulgiert wurde und das Tribunal der Rota zu einem Berufungsgericht, das sich aus gewählten Auditoren aus mehreren Nationen zusammensetzt, für solche kirchliche Angelegenheiten machte, die bereits von den Diözesangerichten beurteilt wurden. Ab 1929 war die Rota auch als Berufungsgericht für zivilrechtliche Angelegenheiten des Vatikanstaates zuständig.

## Zugangsvoraussetzungen
Die Bedingungen für den Zugang zum Amt der Auditoren waren im Processus de admissione genau geregelt: Die Aspiranten mussten Priester sein, zudem als Doctor iuris utriusque promoviert sein und einen untadeligen Lebenswandel vorweisen können. Sie wurden auf Vorschlag der jeweiligen Nation vom Papst ausgewählt und mussten sich dann einem inquisitorischen Beweisverfahren unterziehen, in dem die Leumundszeugnisse und der Lebenslauf geprüft wurden. Ferner mussten sie geregelte Vermögensverhältnisse und ein Jahreseinkommen von mindestens 200 römischen Gulden nachweisen.
Durch die Konstitution Romani Pontificis legte Sixtus IV. fest, dass die Auditoren dem Papst von verschiedenen nationes vorgeschlagen werden sollten, wobei die Angehörigen des Kollegiums nicht mehr ausschließlich der päpstlichen Kapelle entstammen mussten. Die Verteilung stellte sich an der Wende vom 18. zum 19. Jahrhundert folgendermaßen dar:
- drei Auditoren für Rom
- ein Auditor für Bologna
- ein Auditor für Ferrara
- ein Auditor abwechselnd für Perugia und Florenz
- ein Auditor für Mailand
- ein Auditor für Venedig
- ein Auditor für das Heilige Römische Reich
- zwei Auditoren für Spanien (je einer für Kastilien und für Aragon)
- ein Auditor für Frankreich.

Die historischen Wechselfälle der Französischen Revolution und des Heiligen Römischen Reichs sowie die Entwicklung der Beziehungen zwischen dem Heiligen Stuhl und den Monarchien Europas führten zu einigen Änderungen dieser Bestimmungen. Mit Breve vom 27. Juni 1816 übertrug Pius VII. das Privileg der Republik Venedig an die Romagna (abwechselnd zwischen Ravenna und Forlì). Das Kaisertum Österreich erwarb durch den Auditorensitz des Reichs und den Mailands einen den Spaniern angeglichenen Stand. Die Ernennung von zwei toskanischen Auditoren (Cosimo Corsi 1819 und Giovanni Alessandro Del Magno 1845) führte dann de facto für das Großherzogtum Toskana zum Verlust seines Vorschlagsrechts.
Mit der Auflösung des Kirchenstaates entfielen sämtliche bis dahin bestehenden Privilegien staatlicher Institutionen. Seitdem ist es allein der Papst, der die Auditoren zu Richtern ernennt, die Voraussetzungen des Priesteramtes und der Promotion in utroque iuris bestehen jedoch bis heute.